# Сухопутні війська Китайської Народної Республіки
Сухопутні війська Народно-визвольної армії Китаю (СВНВАК; спрощ.: 中国人民解放军陆军; піньїнь: Zhōngguó Rénmín Jiěfàngjūn Lùjūn) — сухопутний рід військ Народно-визвольної армії Китаю та найбільший і найстаріший рід військ збройних сил Китаю. Сухопутні війська Китаю беруть свій початок із 1927 року як Червона армія Китаю; однак офіційно вони не були утворені до 1948 року.

## Історія
У лютому 1949 року існуючу велику кількість китайських армій і дивізій було розформовано до 70 армій по три дивізії кожна. Хоча деякі, такі як 1-ша армія, проіснували більше п'ятдесяти років, деякі з них були швидко об'єднані та розформовані на початку 1950-х років. Понад двадцять відсотків з сімдесяти нових армій було розформовано до 1953 року; тільки в 1952 році 3, 4, 10, 17, 18 і 19 армії були розформовані.

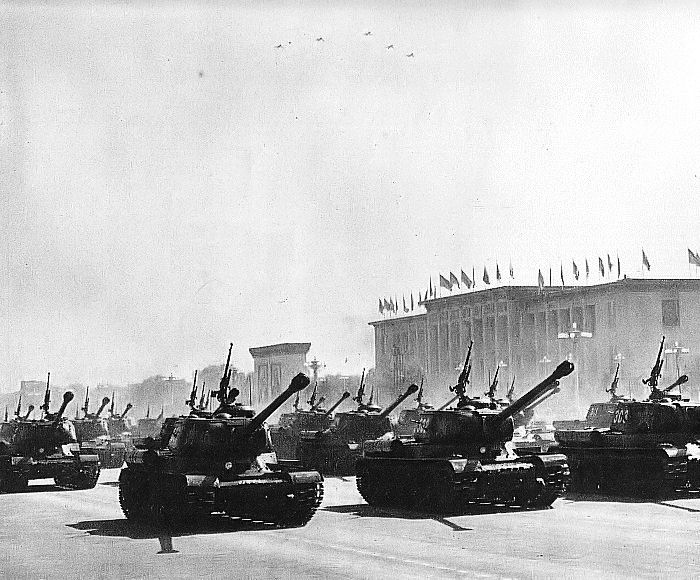
Танкові війська на виставці до 10-ї річниці заснування КНР у 1959 році

Сухопутні війська Народно-визвольної армії Китаю складаються з основних і регіональних підрозділів зі звичайним озброєнням, які в 1987 році становили понад 70 відсотків Народно-визвольної армії Китаю. Сухопутні війська забезпечували хороший звичайний захист, але в 1987 році мали лише обмежений наступальний потенціал і були погано оснащені для ядерної, біологічної чи хімічної війни. Основні сили включали близько 35 груп військ, що складалися з 118 піхотних дивізій, 13 бронетанкових дивізій і 33 артилерійських і зенітних артилерійських дивізій, а також 71 окремого полку і 21 окремого батальйону переважно військ підтримки. Регіональні сили складалися з 73 дивізій військ прикордонної оборони і гарнізоних військ, а також 140 окремих полків.
За старою системою польова армія складалася з трьох частково мотострілецьких дивізій і двох полків артилерії та зенітної артилерії. Кожна польова армійська дивізія мала понад 12 тис. особового складу в трьох піхотних полках, одному артилерійському полку, одному танковому полку та одному зенітно-артилерійському батальйоні. Організація була гнучкою, вищі ешелони мали право формувати сили для бою із будь-якої кількості піхотних дивізій. Принаймні теоретично, кожна дивізія мала власну бронетехніку та артилерію — фактичний рівень оснащення не розголошувався та, ймовірно, відрізнявся — і засоби на рівні армії та в незалежних підрозділах можна було розподілити залежно від потреби.
У 1987 році нові групи армій основних сил зазвичай включали 46 300 солдатів у чотирьох дивізіях, які, як вважають, включали елементи піхоти, бронетехніки, артилерії, протиповітряної оборони, повітряного десанту та авіаційної підтримки. Хоча нові угруповання армій повинні були відображати перехід до спільнодії родів військ, через брак механізації вони продовжували складатися з піхоти, підтримуваної бронетехнікою, артилерією та іншими підрозділами. Кожна із 13 бронетанкових дивізій мала по 3 полки та 240 основних бойових танків (ОБТ), але їм не вистачало належної підтримки механізованої піхоти.
Було мало доказів використання бронетранспортерів під час китайсько-в'єтнамського прикордонного конфлікту в 1979 році, і танки використовувалися як мобільна артилерія і як підтримка пішої піхоти. Артилерія складалася із буксируваних гарматах, гаубиць і реактивних систем залпового вогню, встановлених на вантажівках. У 1980-х роках деякі самохідні артилерійські установки надійшли на озброєння, але НВАК також виробляла ракетні установки як дешевшу, але не зовсім ефективну альтернативу самохідним гарматам. Сухопутні війська мали різноманітну будівельну техніку, мобільні мости, вантажівки та тягачі. У 1979 році з'явилася нова реактивна система залпового вогню для розміщення протитанкових мін, але обладнання для мінування та розмінування залишалося дефіцитним.
Регіональні сили складалися зі штатних військ Народно-визвольної армії Китаю, організованих як незалежні підрозділи для гарнізонних завдань. Гарнізонні дивізії були статичними, важкими артилерійськими підрозділами, розгорнутими вздовж берегової лінії та кордонів у районах ймовірного нападу. Регіональні сили були озброєні менш важко, ніж їх основні сили, і вони були залучені до підготовки ополчення. Це були підрозділи Народно-визвольної армії Китаю, які зазвичай використовувалися для відновлення порядку під час Культурної революції. Коли Мао Цзедун 1 жовтня 1949 року проголосив Китайську Народну Республіку, сухопутні війська Народно-визвольної армії Китаю складали 4,9 мільйонна селянської армії. Через деякий час почалася демобілізація погано підготовлених і політично ненадійних військ, що призвело до скорочення чисельності армії.
У 21 столітті Сухопутні війська Народно-визвольної армії Китаю продовжують зазнавати значних реформ, експериментів, модернізації та реструктуризації, щоб протистояти потенційним загрозам і посилювати свої спроможності. Дивізії розформовуються в загальновійськові бригади, які переформовуються в групи військ підвищеної готовності. Ешелон дивізії поступово ліквідовується, і залишається лише обмежена кількість структур дивізії. У той час як розмір Сухопутних сил Народно-визвольної армії Китаю скоротився за останні кілька десятиліть, технологічно інтенсивні елементи, такі як сили спеціальних операцій (ССО), армійська авіація (вертольоти), ракети «земля-повітря» (ЗКР) і підрозділи радіоелектронної боротьби усі вони швидко розширювалися.
Остання оперативна доктрина сухопутних сил Народно-визвольної армії Китаю підкреслює важливість інформаційних технологій, електронної та інформаційної війни та високоточних ударів великої дальності у майбутніх війнах. Системи командування, управління та комунікації (C3) старого покоління на базі телефону/радіозв'язку замінюються інтегрованими інформаційними мережами на полі бою, що включають локальні/глобальні мережі (LAN/WAN), супутниковий зв'язок, системи спостереження та рекогностування на базі безпілотних літальних апаратів (БПЛА), мобільні центри управління.

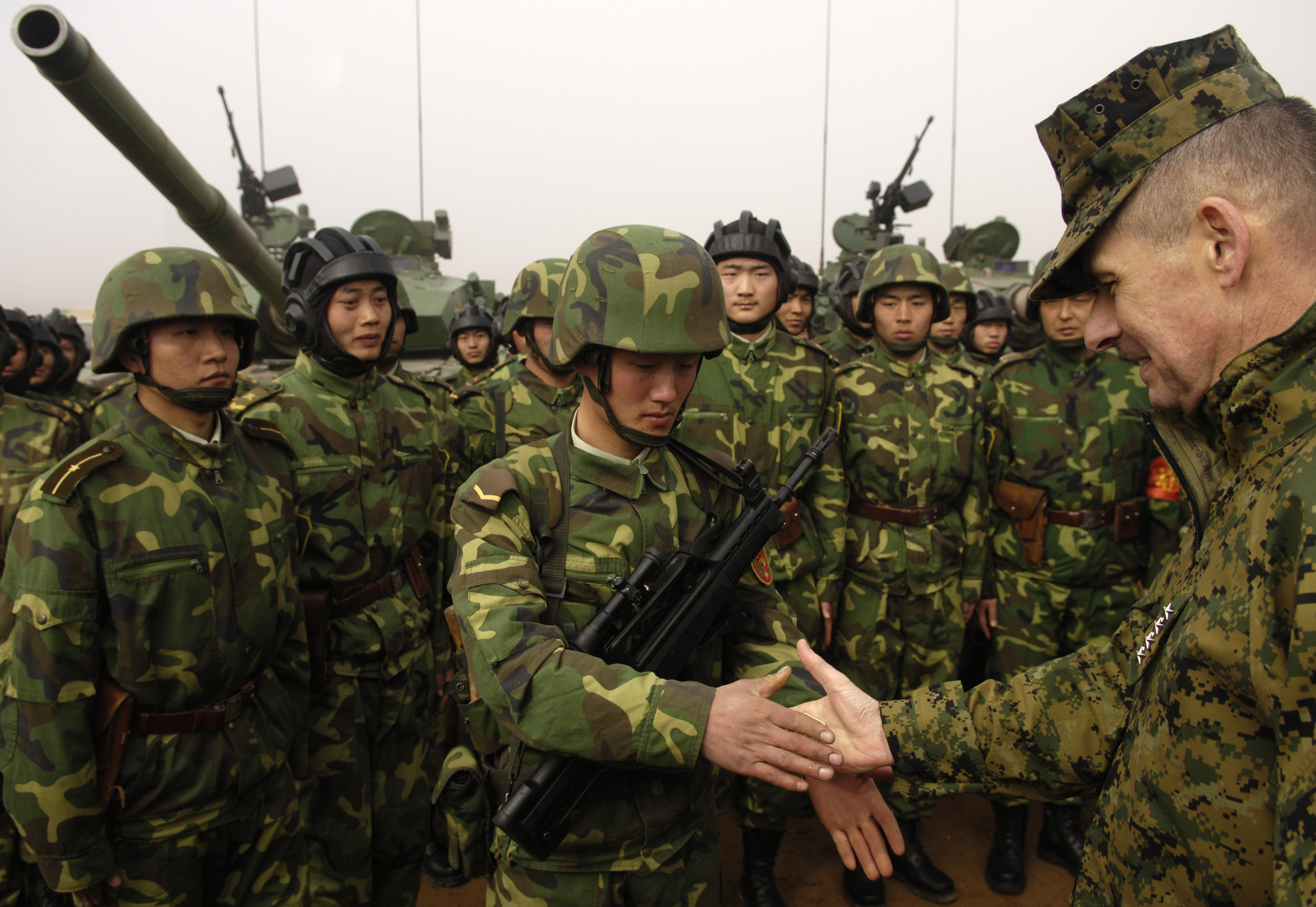
Голова Об'єднаного комітету начальників штабів США Пітер Пейс тисне руку китайським танкістам у Шеньяні, 2007 рік
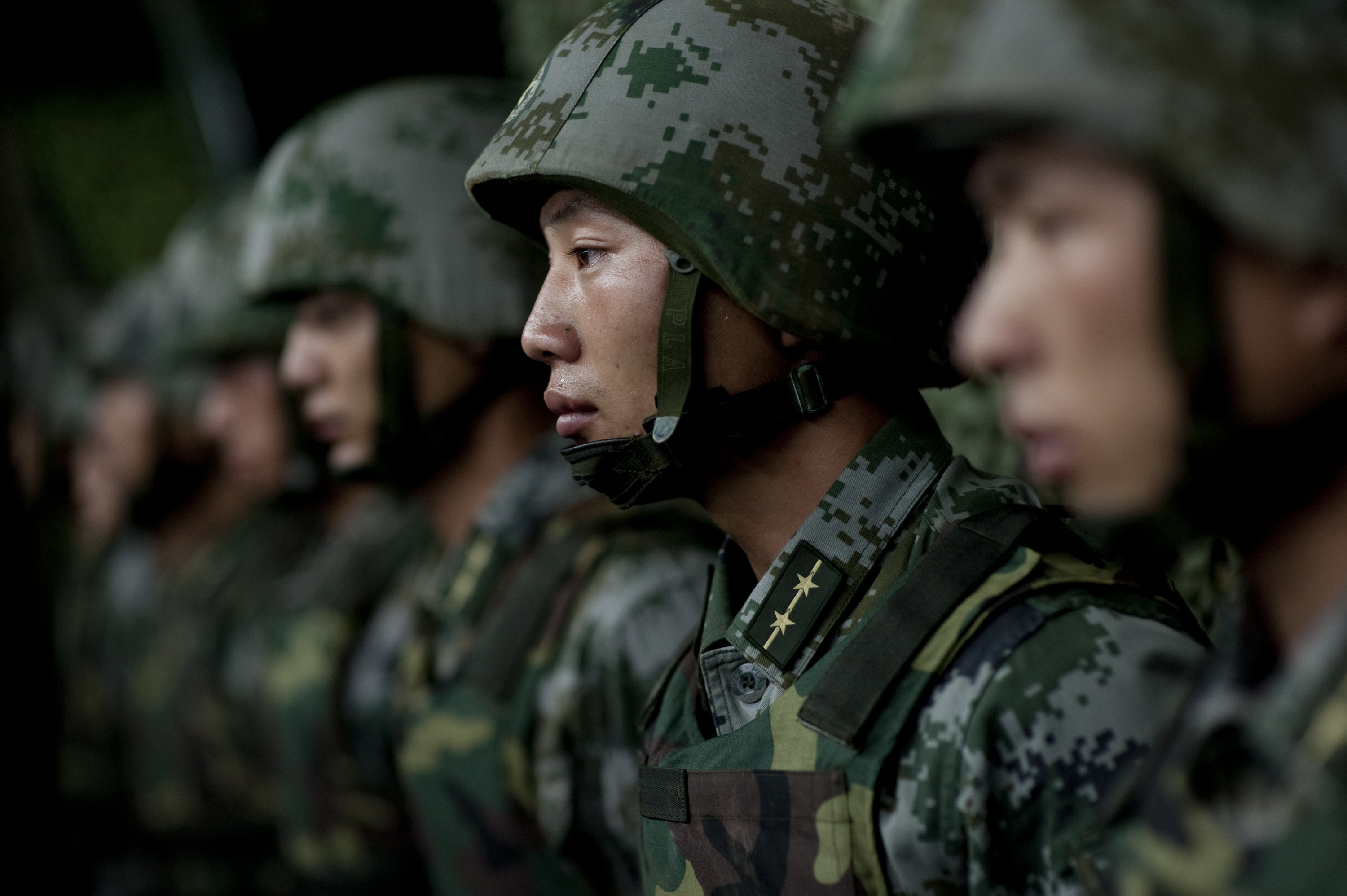
Бійці сухопутних військ Народно-визвольної армії Китаю у 2011 році
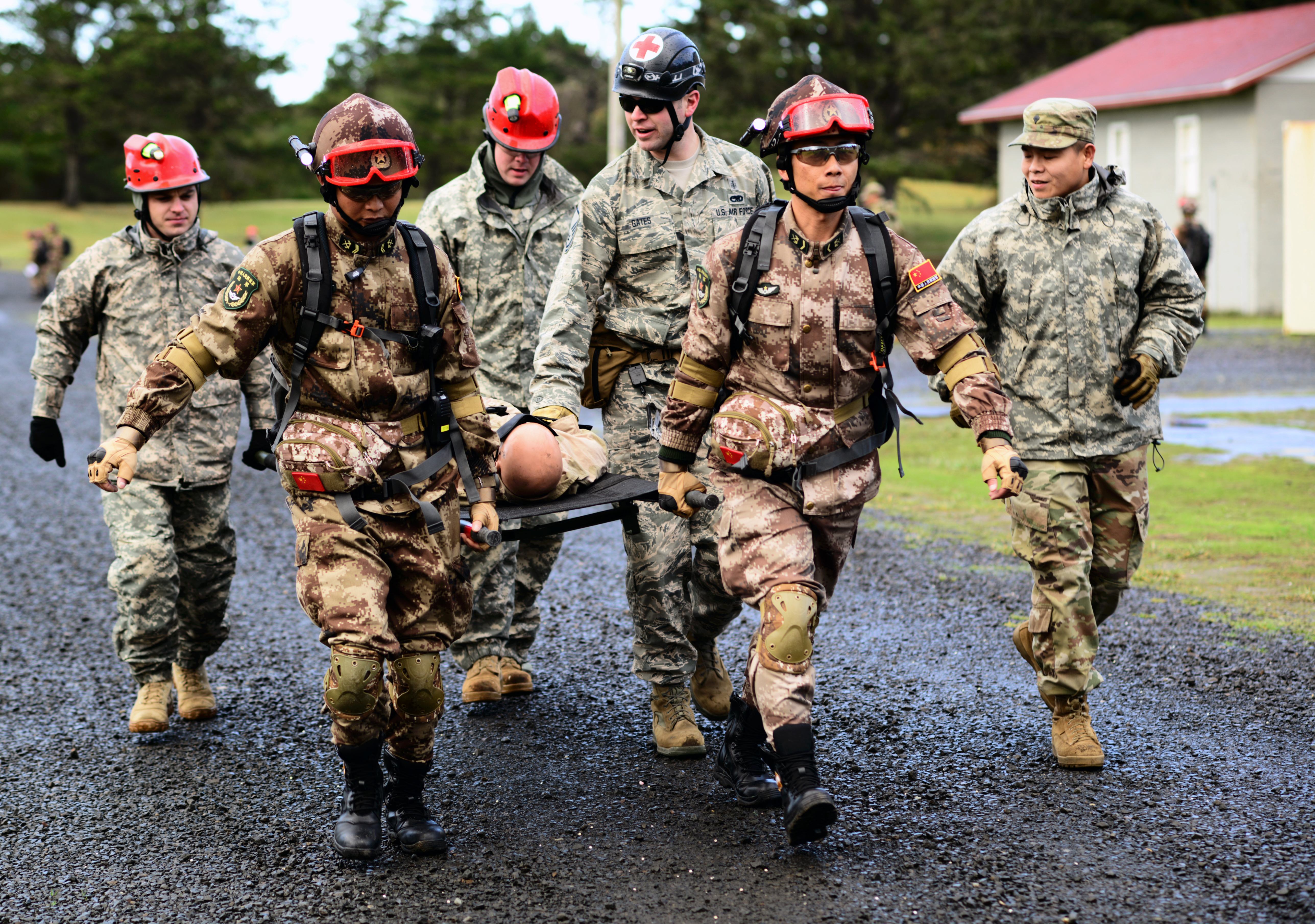
Сухопутні війська Народно-визвольної армії Китаю і Національна гвардія Орегону працюють разом під час навчань з реагування на стихійні лиха у 2017 році
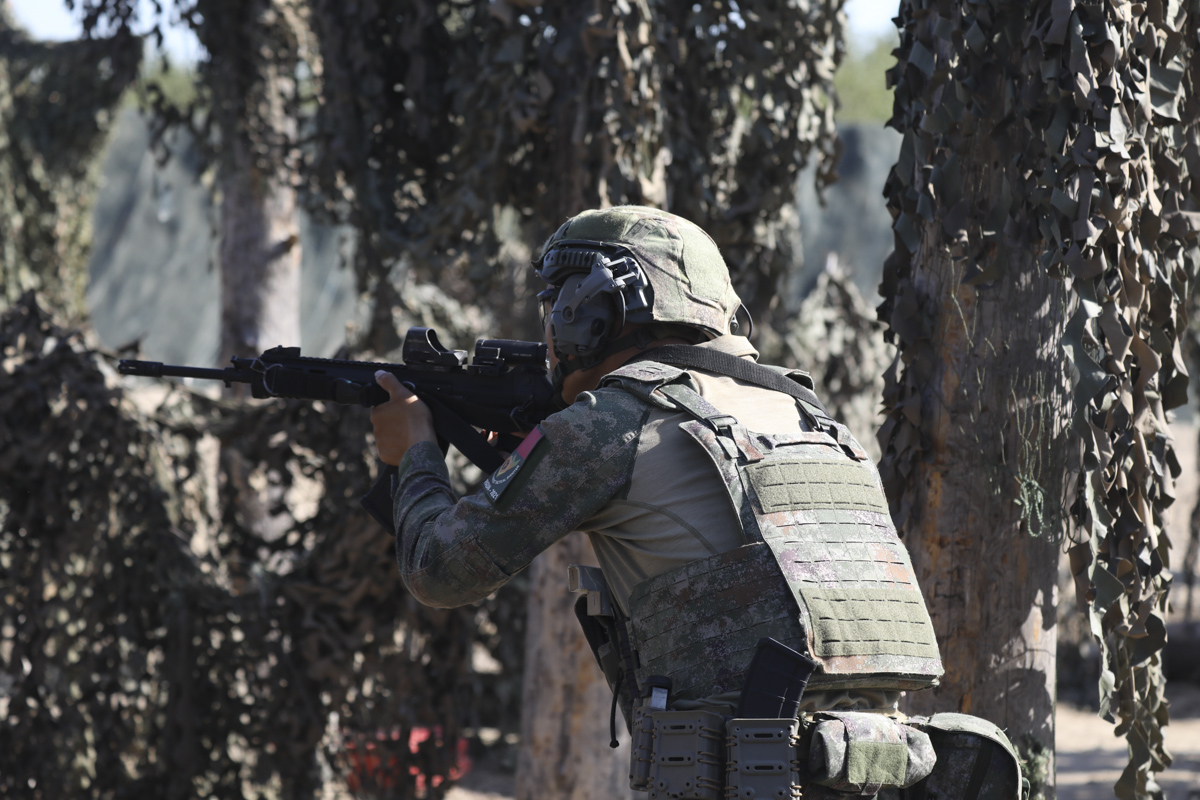
Піхотинець сухопутних військ Народно-визвольної армії Китаю на Армійських міжнародних іграх[en] 2021 року

## Структура

П'ять театрів командувань Народно-визвольної армії Китаю [http://www.defense.gov/Portals/1/Documents/pubs/2016%20China%20Military%20Power%20Report.pdf

Сухопутні війська Народно-визвольної армії Китаю діють під командуванням Центральної військової комісії через командування театрами. Командування театрами Народно-визвольної армії Китаю — це командування спільних операцій, які здійснюють широкий контроль над Сухопутними військами Народно-визвольної армії Китаю, військово-морськими силами, повітряними силами, ракетними силами та силами стратегічної підтримки. Театри командування — орієнтовані на оборону тактичні, політичні та бюрократичні організації, яким доручено діяти в різних географічних районах Китаю. Вони несуть відповідальність за розробку стратегії, тактики та політики, специфічні для відповідних територій, а також безпосередньо відповідають за реагування на загрози безпеці в межах своїх визначених регіонів. Під театром кожного командуванням, штаб театру армії відповідає за тактичні операції всередині театру та здатний проводити спільні операції з підтримкою інших родів військ. Паралельно з театром командування, Управління Генерального штабу сухопутних військ Народно-визвольної армії Китаю, штаб армії, здійснює подвійний ланцюг командування своїми підрозділами в мирний час, визначаючи адміністративні завдання та обов'язки. У воєнний час театри командування матимуть виключну владу над компонентами армії.

### Складові
Сухопутні війська Народно-визвольної армії Китаю мають постійну регулярну армію та резерв. Хоча призов на військову службу в Китаї передбачений законом, обов'язкова військова служба не запроваджувалася з 1949 року, оскільки Народно-визвольна армія Китаю змогла добровільно набрати достатню кількість військових. Китайське ополчення не є компонентом Народно-визвольної армії, однак воно може забезпечити певний рівень резервних функцій, на що вказує «Програма військової підготовки та оцінювання ополчення», опублікована Управлінням Генерального штабу Народно-визвольної армії в 2007 році.
Сухопутні війська Народно-визвольної армії Китаю (кит.: 兵种; піньїнь: Bīngzhǒng) складаються з піхоти (включаючи механізовану піхоту), танків, артилерії, авіації, інженерних військ, підозділів протихімічної оборони (ядерної, біологічної та хімічної оборони), зв'язкових, спеціальних операцій, рекогностування, радіоелектронна боротьба тощо. Ці види військ мають відповідні військові навчальні заклади.

### Операційна структура
Оперативна структура Народно-визвольної армії Китаю відображає стратегічні місії, політичне середовище та географічні умови Китаю. Із кінця квітня 2017 року існує 13 груп військ розміром з корпуси (кит.: 集团军; піньїнь: Jítuánjūn), розподілених між п'ятьма театрами командування — Східним, Південним, Північним, Західним і Центральним. У групах військ старі дивізії (кит.: 师; піньїнь: Shī) скорочуються до бригад (кит.: 旅; піньїнь: Lǚ). До складу кожної групи військ входять шість маневрених загальновійськових бригад, бригади вогневої підтримки/артилерії, бригади ППО, авіаційні бригади, бригади спеціальних операцій, бригади бойової підтримки та бригади забезпечення.
Маневрені бойові компоненти груп військ — це загальновійськові бригади (кит.: 合成旅; піньїнь: Héchénglǚ), включаючи поєднання важких загальновійськових бригад, середніх загальновійськових бригад, легких загальновійськових бригад, десантних загальновійськових бригад і гірських загальновійськових бригад. Практика функціонально схожа на концепцію бригадної бойової групи армії США з унікальними модифікаціями та врахуванням китайських особливостей різноманітності місцевості, стратегічних пріоритетів, політичної системи та військової історії.
Важкі, середні та легкі загальновійськові бригади Народно-визвольної армії Китаю мають схожу модульну конструкцію, яка нагадує верхнерівневі та підпорядковані підрозділи на рівні груп військ та батальйонів. Типова загальновійськова бригада сухопутних військ Китаю має штаб бригади, чотири маневрених бойових батальйони та інші батальйони підтримки. Наприклад, важка загальновійськова бригада включає чотири загальновійськові батальйони (кит.: 合成营; піньїнь: Héchéngyíng), один артилерійський дивізіон, один батальйон ППО, один розвідувальний батальйон, один батальйон бойової підтримки та один батальйон забезпечення.
Загальновійськові батальйони застосовують структуру бригадного ешелону. Наприклад, важкі загальновійськові батальйони складаються зі штабної роти батальйонів (включаючи підпорядковані санітарно-медичний, розвідувальний і протиповітряний взводи), чотирьох маневрених бойових рот, у тому числі двох танкових (14 танків на роту) і двох мотострілецьких рот (14 машин на роту), однієї вогневої роти та однієї роти бойової підтримки/забезпечення.
До реформи 2015 року Міжнародний інститут стратегічних досліджень відносив до Сухопутних військ Народно-визвольної армії Китаю дев'ять діючих бронетанкових дивізій, які складалися з кількох бронетанкових бригад, 25 піхотних дивізій (механізованих або моторизованих), організованих у декілька піхотних бригад, і 8 артилерійських дивізій, також організованих у бригади польової артилерії. Денніс Бласко писав у 2000 році, що традиційна структура дивізій Народно-визвольної армії Китаю (броньованих і механізованих) складалася приблизно з трьох полків — туанів (кит.: 团; піньїнь: Tuán) — основного роду військ, кожен складався з трьох батальйонів (спрощ.: 营; піньїнь: yíng) та підрозділів підтримки, четвертого полку/бригада піхоти (у танковій дивізії) або бронетехніки (у піхотній дивізії), полку польової артилерії, полку або батальйону протиповітряної оборони, а також батальйону або роти зв'язку, саперів, розвідки і протихімічного захисту, а також підрозділи забезпечення бойової служби.
У 1980-х роках регіональні сили складалися з штатних військ Народно-визвольної армії Китаю, організованих як незалежні підрозділи для виконання гарнізонних завдань. Прикладом такого формування була 1-ша гарнізонна дивізія Ланьчжоуського військового округу. Гарнізонні дивізії були статичними, важкими артилерійськими підрозділами, розгорнутими вздовж берегової лінії та кордонів у районах ймовірного нападу. Регіональні сили були озброєні менш важко, ніж їх основні сили, і вони були залучені до підготовки ополчення. Це були підрозділи Народно-визвольної армії Китаю, які зазвичай використовувалися для відновлення порядку під час Культурної революції.

### Сили спеціальних операцій
Народно-визвольна армія Китаю вперше зацікавилася сучасними силами спеціальних операцій в середині 1980-х років, коли вона переходила від «народної війни» до «активної оборони». Аналітики Народно-визвольної армії Китаю вважали, що наступна війна буде коротким, швидким конфліктом на периферії, а не тотальною війною на китайських територіях, і звичайні орієнтовані на піхоту сухопутні війська у своїй масовій кількості більше не можуть відповідати вимогам. Сили спеціальних операцій спеціалізуються на бойових діях швидкого реагування в обмеженій регіональній війні в умовах високих технологій, операціях командос, боротьбі з тероризмом і зборі розвідданих. Чисельність сил спеціальних операцій оцінюється в 7000 — 14000 військовослужбовців. Наразі сили спеціальних операцій Народно-визвольної армії Китаю організовані на рівні об'єднаного корпусу, як бригади спеціальних операцій (кит.: 特战旅; піньїнь: Tèzhànlǚ).

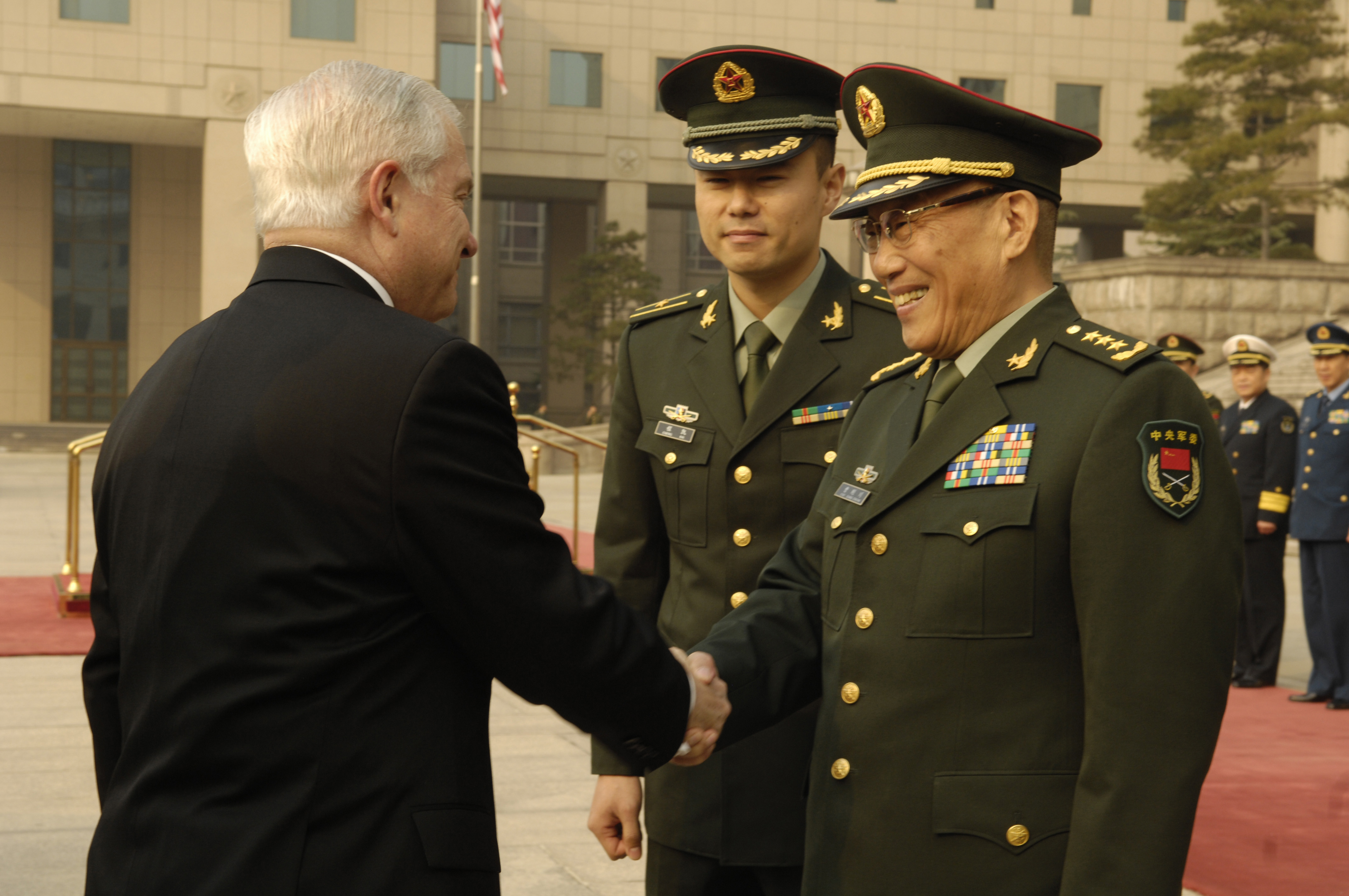
Міністр оборони США Роберт Гейтс вітає міністра оборони Китаю Цао Ганчуаня[en] в Пекіні, Китай, 5 листопада 2007 року
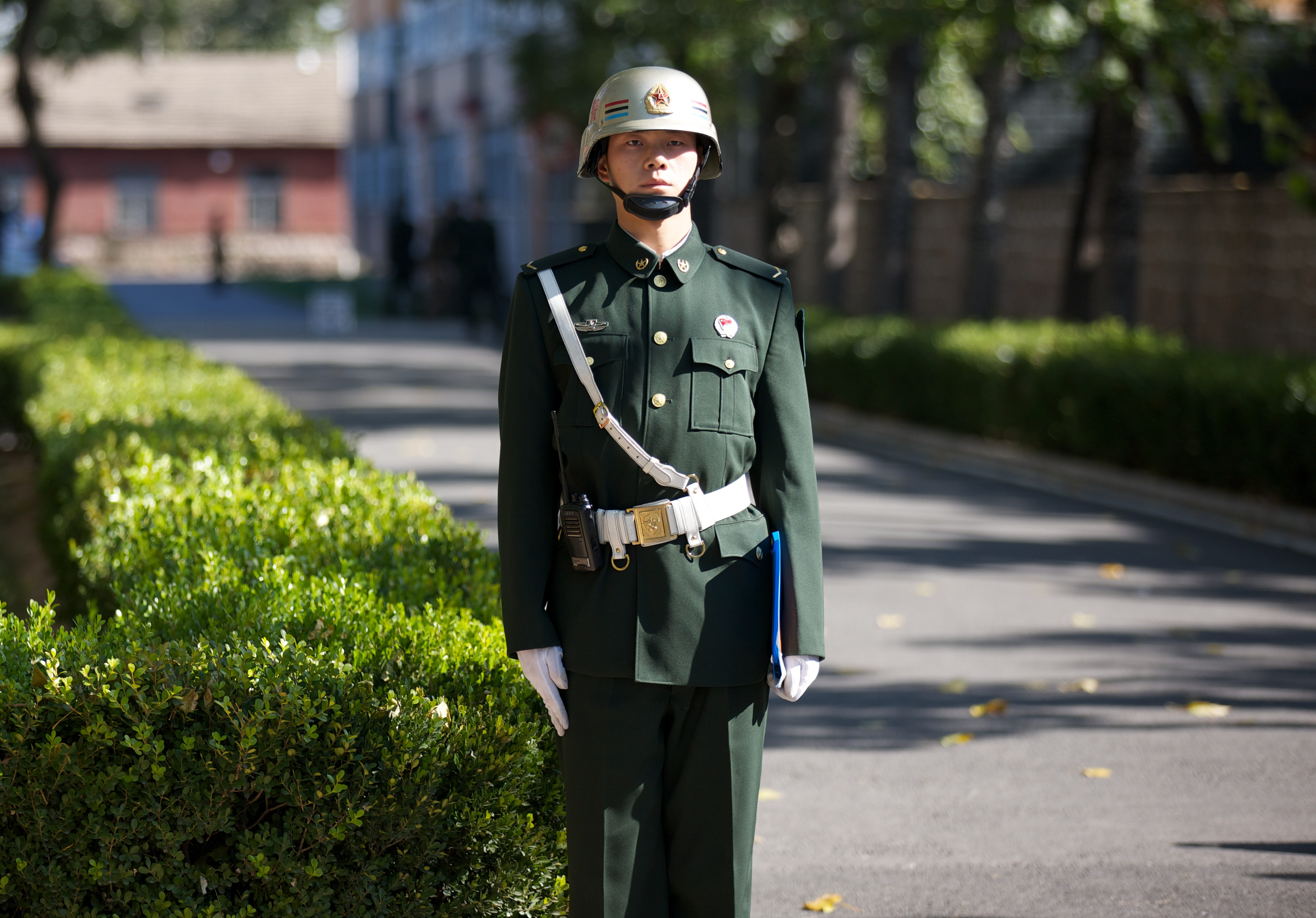
Військовий гвардієць Сухопутних військ Народно-визвольної армії Китаю, 2012 рік
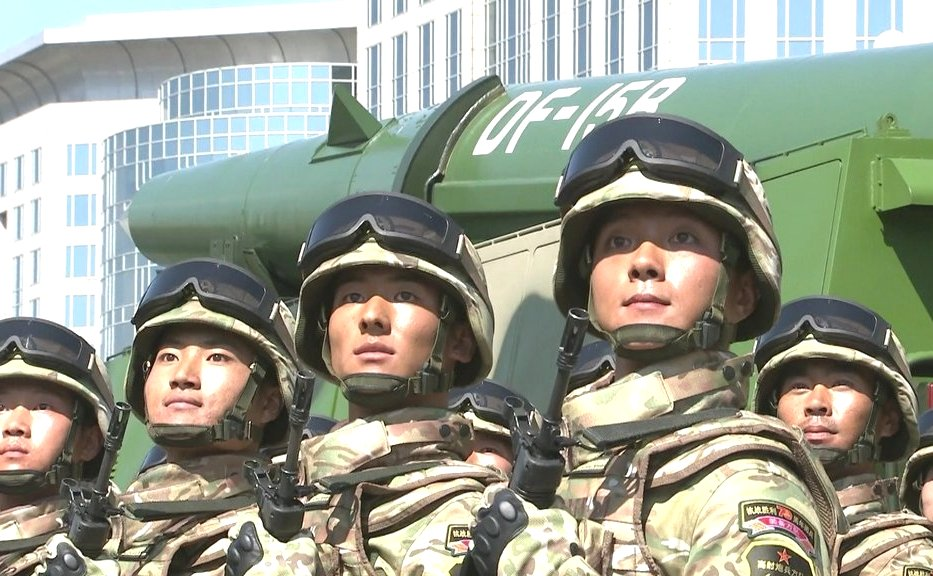
Піхотинці Сухопутних військ Народно-визвольної армії Китаю на параді до Дня перемоги в Китаї 2015 року[en]

## Особовий склад

### Офіцерський склад
Сучасна система офіцерських звань і знаків розрізнення встановлена в 1988 році. Є кілька шляхів, щоб стати офіцером, наприклад вступити до військової академії, відвідати програму офіцерів запасу або програму відбору кадрів.
Офіцери можуть використовувати слово Товаришу для офіційного звернення до іншого військовослужбовця («товаришу» плюс звання або посада, наприклад «товаришу полковник», «товаришу командир батальйону» або просто «товаришу(і)», якщо немає інформації про звання особи, або потрібно звернутися до декількох осіб).
| Назва                       | 上将 [Шанцзян] Помилка: {{Lang}}: Не збігається текст не латинкою (Non-latn) з підтегом латинського (Latn) письма (допомога) | 中将 [Чжунцзян] Помилка: {{Lang}}: Не збігається текст не латинкою (Non-latn) з підтегом латинського (Latn) письма (допомога) | 少将 [Шаоцзян] Помилка: {{Lang}}: Не збігається текст не латинкою (Non-latn) з підтегом латинського (Latn) письма (допомога) | 大校 [Дасяо] Помилка: {{Lang}}: Не збігається текст не латинкою (Non-latn) з підтегом латинського (Latn) письма (допомога) | 上校 [Шансяо] Помилка: {{Lang}}: Не збігається текст не латинкою (Non-latn) з підтегом латинського (Latn) письма (допомога) | 中校 [Чжунсяо] Помилка: {{Lang}}: Не збігається текст не латинкою (Non-latn) з підтегом латинського (Latn) письма (допомога) | 少校 [Шаосяо] Помилка: {{Lang}}: Не збігається текст не латинкою (Non-latn) з підтегом латинського (Latn) письма (допомога) | 上尉 [Шанвей] Помилка: {{Lang}}: Не збігається текст не латинкою (Non-latn) з підтегом латинського (Latn) письма (допомога) | 中尉 [Чжунвей] Помилка: {{Lang}}: Не збігається текст не латинкою (Non-latn) з підтегом латинського (Latn) письма (допомога) | 少尉 [Шаовей] Помилка: {{Lang}}: Не збігається текст не латинкою (Non-latn) з підтегом латинського (Latn) письма (допомога) | 学员 [Сюеюань] Помилка: {{Lang}}: Не збігається текст не латинкою (Non-latn) з підтегом латинського (Latn) письма (допомога) |
| --------------------------- | --- | --- | --- | --- | --- | --- | --- | --- | --- | --- | --- |
| Еквівалентний переклад      | Генерал | Генерал-лейтенант | Генерал-майор | Старший полковник | Полковник | Лейтенант-полковник | Майор | Капітан | Перший лейтенант | Другий лейтенант | Курсант |
| Знаки розрізнення на комірі | | | | | | | | | | | |
| Погони                      | | | | | | | | | | | |

### Рядовий склад
Чинна система рядових звань і відзнак з'явилася у 2009 році. Сержант і капрал відносяться до унтерофіцерів. Новобранці не мають військових звань до завершення навчальної підготовки, а звання рядового їм присвоюють після закінчення вступного курсу. Згідно зі статтею 16 глави 3 «Положення про службу діючих військовослужбовців Народно-визвольної армії Китаю» (спрощ.: 中国人民解放军现役士兵服役条例) «Найнижче звання зарахованого на службу — рядовий».
Призовники можуть бути підвищені до рядових першого класу на другому курсі підготовки. Після закінчення дворічної підготовки військовозобов'язані можуть покинути військову службу або добровільно стати сержантами, хоча ця посада вимагає принаймні диплома середньої освіти, спеціальних навичок або проходження курсів підготовки. Вони також можуть відвідувати військову академію, щоб стати офіцерами після оцінювання.
У 2014 році для відзначення досвідчених сержантів, які можуть допомагати взводу, роті, батальйону та вищому командуванню у виконанні обов'язків щодо керівництва та навчання, введено посаду «майстер чиф» підрозділу або «сержант-майор».
Солдати можуть використовувати слово Товаришу, щоб офіційно звертатися до іншого військовослужбовця («товаришу» плюс звання або посада, наприклад, «товаришу сержант», «товаришу начальник відділення» або просто «товаришу(і)», якщо немає інформації про звання особи, або потрібно звернутися до декількох осіб).
| Назва                       | 一级军士长 [Іцзі Цзюньшичан] Помилка: {{Lang}}: Не збігається текст не латинкою (Non-latn) з підтегом латинського (Latn) письма (допомога) | 二级军士长 [Ерцзі Цзюньшичан] Помилка: {{Lang}}: Не збігається текст не латинкою (Non-latn) з підтегом латинського (Latn) письма (допомога) | 三级军士长 [Саньцзі Цзюньшичан] Помилка: {{Lang}}: Не збігається текст не латинкою (Non-latn) з підтегом латинського (Latn) письма (допомога) | 四级军士长 [Сицзі Цзюньшичан] Помилка: {{Lang}}: Не збігається текст не латинкою (Non-latn) з підтегом латинського (Latn) письма (допомога) | 上士 [Шанші] Помилка: {{Lang}}: Не збігається текст не латинкою (Non-latn) з підтегом латинського (Latn) письма (допомога) | 中士 [Чжунші] Помилка: {{Lang}}: Не збігається текст не латинкою (Non-latn) з підтегом латинського (Latn) письма (допомога) | 下士 [Сяші] Помилка: {{Lang}}: Не збігається текст не латинкою (Non-latn) з підтегом латинського (Latn) письма (допомога) | 上等兵 [Шанденбін] Помилка: {{Lang}}: Не збігається текст не латинкою (Non-latn) з підтегом латинського (Latn) письма (допомога) | 列兵 [Лєбін] Помилка: {{Lang}}: Не збігається текст не латинкою (Non-latn) з підтегом латинського (Latn) письма (допомога) |
| --------------------------- | --- | --- | --- | --- | --- | --- | --- | --- | --- |
| Еквівалентний переклад      | Майстер-сержант першого класу | Майстер-сержант другого класу | Майстер-сержант третього класу | Майстер-сержант четвертого класу | Старший сержант | Сержант | Молодший сержант | Рядовий першого класу | Рядовий |
| Знаки розрізнення на комірі | | | | | | | | | |
| Погони                      | | | | | | | | | |

## Оснащення

### Важка техніка
Сухопутні війська Народно-визвольної армії Китаю добре механізовані з броньованими платформами, передовими можливостями електронної боротьби, зосередженою вогневою міццю та сучасними системами озброєння, які є конкурентоспроможними проти західних аналогів. Сухопутні війська Народно-визвольної армії Китаю поділяються на високомеханізовані важкі, середні та легкі загальновійськові підрозділи. Важкі загальновійськові бригади озброєні основними бойовими танками і гусеничними бойовими машинами піхоти, середні загальновійськові бригади озброєні гусеничними або колісними бойовими машинами піхоти, а легкі загальновійськові бригади механізовані бронетранспортерами, машинами із захистом від мін і засідок або броньованими автомобілями.
На рівні зведених корпусів у складі сухопутних військ Народно-визвольної армії Китаю задіяні загальновійськові бригади, системи важкої артилерії, системи протиповітряної оборони середньої дальності, сили спеціального призначення, підрозділи армійської авіації, різні інженерні засоби, системи радіоелектронної боротьби. Системи озброєння цього рівня включають гаубицю PLZ-05, гаубицю PCL-181, реактивну систему залпового вогню PHL-03/16, пускові установаки з ракетами AFT-10 і систему ППО HQ-16. До складу авіаційної бригади входять ударний вертоліт Z-10, вертоліт-розвідник Z-19, допоміжний вертоліт Z-20 тощо. Безпілотні літальні комплекси широко використовуються у формуваннях Народно-визвольної армії Китаю усіх типів.
На рівні загальновійськової бригади штаб бригади може розгортати різні загальновійськові батальйони, у складі яких є танки, штурмові гармати і бойові машини піхоти (БМП), таких як танки ZTZ-99A, БМП ZBD-04A, БМП ZBL-08, штурмові гармати ZTL-11 та швидкоштурмові машини із захистом від мін і засідок CSK-181. Батальйони вогневої підтримки, розвідки та протиповітряної оборони оснащені самохідними артилерійськими установками, ракетними установками, носіями ракет, безпілотними літальними апаратами, комплексами ППО, зокрема, PLZ-07, PLL-09, PCL-161/171, PHL-11, PHZ-11, PGZ-09/95, AFT-9/10, PGL-AA і HQ-17/A.
На рівні батальйону, штаб батальйону може керувати танковою ротою, ротою штурмових гармат, ротою механізованої піхоти та ротою вогневих засобів (кит.: 火力连; піньїнь: Huǒlìlián) для забезпечення швидкого маневру в ближньому бою, використовуючи техніку, включаючи швидкострільний міномет PCP001, самохідну гармату-міномет PLL-05/PLZ-10, пускову установаку AFT-8, ПЗРК і системи озброєння для екіпажу, такі як великокаліберний кулемет QJG-85, міномет PP-87, автоматичний гранатомет QLZ-04 та керована ракета HJ-8E.
Під кожною мотопіхотною ротою є стандартні піхотні взводи та взвод вогневих засобів (кит.: 火力排; піньїнь: Huǒlìpái), які оснащені легкими мінометами, великокаліберними снайперськими гвинтівками, 35-мм автоматичними гранатометами, ракетними системами та великокаліберними кулеметами. На рівні роти та взводу мотопіхотне відділення складається з дев'яти піхотинців. Піхотні загони відрізняються за складом залежно від типу загальновійськових батальйонів. Підрозділи середньої та легкої піхоти оснащені багаторазовими ракетними установками, щоб покращити протитанкову та протифортифікаційну спроможність, тоді як відділення важкої піхоти не мають ракет на рівні підрозділу, натомість покладаються на вогневу підтримку з боку взводу вогневих засобів або власної бойової машини піхоти ZBD-04A.

### Озброєння

#### Індивідуальне та екіпажне озброєння
Стандартною гвинтівкою для піхотинців Народно-визвольної армії Китаю є QBZ-95/191 під патрон 5.8×42 мм, а стандарним пістолетом є QSZ-92 під патрон 5,8×21 мм DAP92. Екіпажі машин оснащені короткоствольними карабінами QBZ-95B. QCW-05 — пістолет-кулемет калібру 5,8 мм, який використовується силами спеціального призначення та небойовим персоналом. Прицільна стрільба забезпечується стрілецькою гвинтівкою QBU-88/191 і снайперською гвинтівкою QBU-141/202. Вогонь непрямим наведенням ведеться з гранатомета QLG-10. Бойова рушниця QBS-09 призначена для злому дверей і ближнього бою. QJB-95 служить автоматичною зброєю відділення з барабанним магазином на 75 патронів.
Одноразові реактивні системи залпового вогню PF-89, PF-97 і DZJ-08 можуть бути розповсюджені серед піхотних підрозділів за принципом ad hoc для ведення вогню прямим наведенням. Спеціальна зброя вогневої підтримки, якою часто оснащені спеціальні ракетники або члени вогневих взводів, включає протитанкову керовану ракету HJ-12, реактивну установку PF-98, 35-мм автоматичні гранатомети QLZ-87 і QLZ-04, ПТРК QBU-10, снайперський гранатомет QLU-11, зенітний кулемет QJG-02, великокаліберний кулемет QJZ-89, 60-мм міномет PP-89. Міномет більшого калібру PP-87 калібру 82 мм стоїть на озброєнні у вогневій роті батальйону.

#### Спорядження та обмундирування піхоти

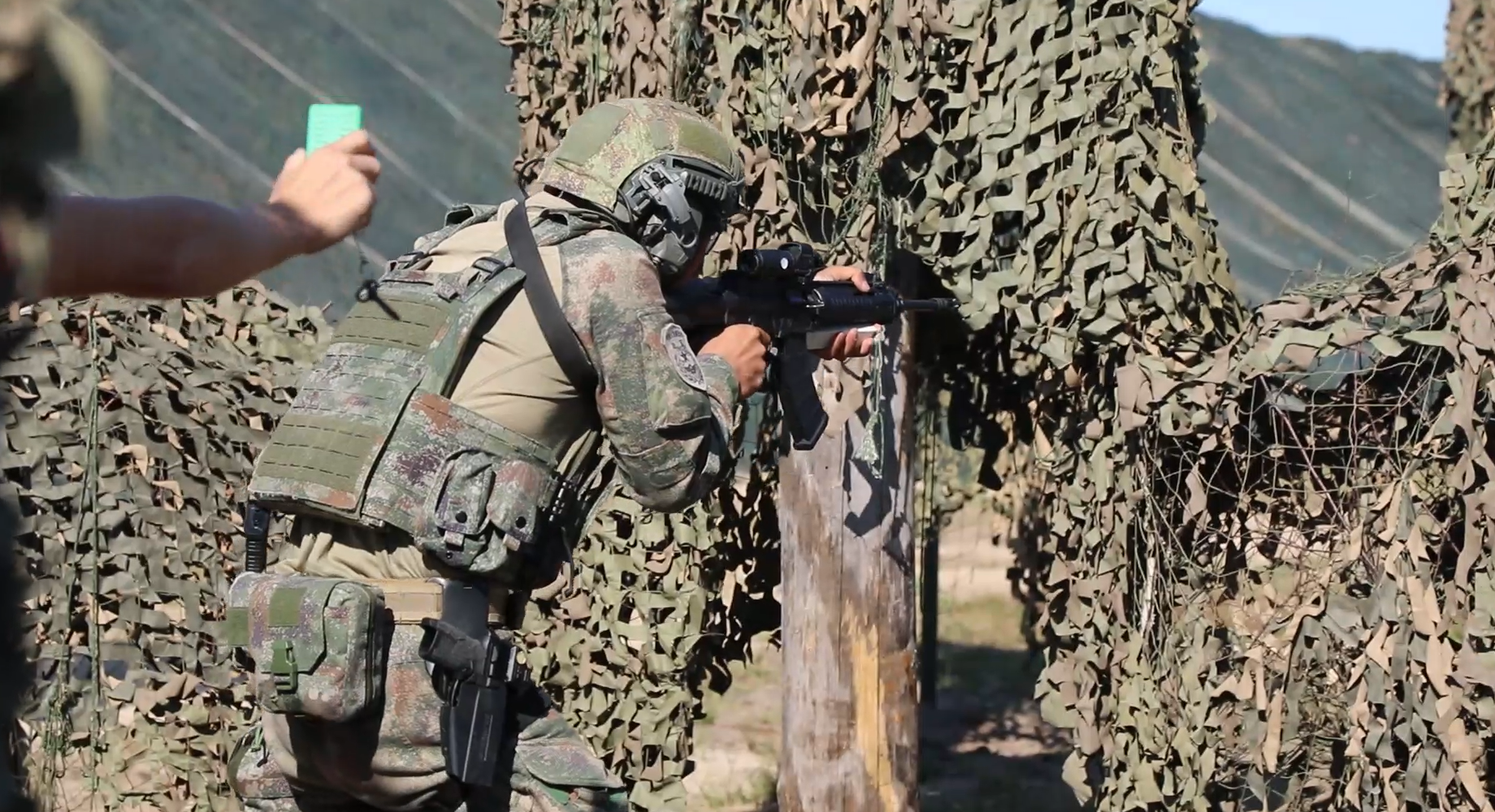
Солдат Сухопутних військ Народно-визвольної армії Китаю, озброєний автоматом QBZ-191 і пістолетом QSZ-92A, у формі типу 19 на 2021

У 2014 році вартість спорядження одного китайського солдата становила близько 9 400 юанів (1 523 долари США). У стандартний комплект спорядження входить камуфльована форма типу 07, каска, тактичний жилет, протигаз, рюкзак, аптечка, піхотне озброєння, ремінь тканий, дощовик, камуфльована форма, чайник, тактичні черевики. Однак рядові піхотинці рідко використовують бронежилети, які зберігаються в зброярні. До 2015 року бронежилетами були забезпечені лише загони спеціального призначення та військовослужбовці, що виконують бойові завдання.
Піхотне спорядження, таке як важкі бронежилети, персональна радіостанція, наколінники, було помічено в стандартному комплекті спорядження в 2015 році, коли Народно-визвольна армія Китаю розгорталася в зонах підвищеного ризику, зокрема, це стосується підрозділів, які беруть участь в операціях ООН з підтримання миру та боротьби з піратством. Армія Китаю почала масово закуповувати бронежилети для солдатів з березня 2020 року, замовивши 1,4 мільйона бронежилетів, які включають 930 000 пластин для універсальних бронежилетів і 467 000 пластин для посиленого бронежилета.
Уніформа типу 19 із новим піксельним камуфляжним візерунком сінкун, тактичним жилетом, рюкзаком, захисним спорядженням та окулярами почала замінювати форму серії типу 07 із 2019 року. Поряд з уніформою, новою системою зв'язку, персональними комп'ютерами, тактичним інтерфейсом і штурмовими гвинтівками сімейства QBZ-191, нові варіанти пістолетів сімейства QSZ-92 разом із цілком новими видами систем озброєння також приймаються на озброєння сухопутними військами Китаю з 2019 року. Ці оновлення є компонентами нової Інтегрованої бойової системи солдатів, програми, спрямованої на капітальну реформу піхотного екипірування Народно-визвольної армії Китаю.

### Трансформація
У 1987 році сухопутні війська Народно-визвольної армії Китаю, які спиралися на застарілу, але справну техніку, найбільше прагнули покращити захист від бронетехніки та авіації. Більшість озброєння було виготовлено за радянськими зразками 1950-х років, але зброя поступово модернізувалась, сприраючись на деякі західні технології. Одним із прикладів модернізованої радянської техніки був основний бовоіий танк (ОБТ) Тип 69, вдосконалена версія ОБТ Тип 59, створеного на базі радянського Т-54. Тип 69 мав покращену броню, стабілізатор гармати, систему управління вогнем, включаючи лазерний далекомір, інфрачервоні прожектори та 105-мм гладкоствольну гармату.
У 1987 році в західній пресі стало відомо про існування нового основного бойового танку Тип 80. Танк отримав нове шасі, 105-мм гармату і систему управління вогнем. Вважалося, що Народно-визвольна армія Китаю має атомні руйнівні боєприпаси, і були непідтверджені повідомлення про те, що вона також мала тактичну ядерну зброю. У будь-якому випадку, ядерні бомби та ракети китайської армії можуть бути використані в театрі воєнних дій.
У Народно-визвольній армії Китаю була нестача протитанкових керованих ракет, тактичних ракет «земля-повітря» та електроніки для покращення зв'язку, управління вогнем і датчиків. Китай почав виробництво радянської протитанкової ракети Малютка у 1979 році, але не мав потужнішої напівавтоматичної протитанкової керованої ракети з більшою дальністю дії. Для використання проти гелікоптерів та деяких інших літальних апаратів Народно-визвольній армії Китаю була потрібна мобільна ракета «земля-повітря» та переносна ракета для піхоти.
Сухопутні війська Народно-визвольної армії Китаю продовжують зазнавати значної модернізації та реструктуризації, щоб протистояти потенційним загрозам і посилювати свої спроможності. Війська передової лінії, такі як спецназ, морська піхота та десантники, мають пріоритет в отриманні сучасних систем озброєння та військової техніки. Серед інших сфер удосконалення — бойові спроможності C4ISR, із запровадженням супутникового зв'язку, бездротових мереж і цифрових радіоприймачів армійські командири тепер можуть підтримувати постійний зв'язок зі своїми передовими частинами під час пересування. Основна частина сухопутних сил регулярно діє в умовах суттєвої радіоелектронної протидії під час навчань. Також розвиваються мережево-центричні бойові спроможності, які об'єднують різні бойові елементи, елементи розвідки, спостереження та рекогностування для формування інтегрованої мережі.

### Кількість озброєння
На озброєнні сухопутних війська Китайської Народної Республіки перебуває ряд військових транспортних засобів. Усі наведені нижче цифри надані Міжнародним інститутом стратегічних досліджень. Допоміжні транспортні засоби, такі як інженерні машини, транспортні засоби логістики, розвідувальні машини, а також застаріла техніка та техніка в резерві не враховані.
| Тип                               | Кількість |
| --------------------------------- | --------- |
| Основні бойові танки              | 5 400     |
| Легкі танки                       | 750       |
| Штурмові гармати                  | 1 000     |
| Бойові машини піхоти              | 7 200     |
| Бронетранспортери                 | 4 350     |
| Броньовані машини-амфібії         | 900       |
| Носії протитанкових ракет         | 1 100     |
| Винищувачі танків                 | 480       |
| Буксировані протитанкові гармати  | 1 308     |
| Самохідна артилерія               | 2 910     |
| Буксирована артилерія             | 1 234     |
| Самохідні гармати-міномети        | 1 250     |
| Реактивні системи залпового вогню | 1 640+    |
| Зенітні ракетні комплекси         | 614+      |
| Зенітні самохідні установки       | 396       |
| Буксирувані зенітні установки     | 7 000+    |
| Вертольоти                        | 974+      |

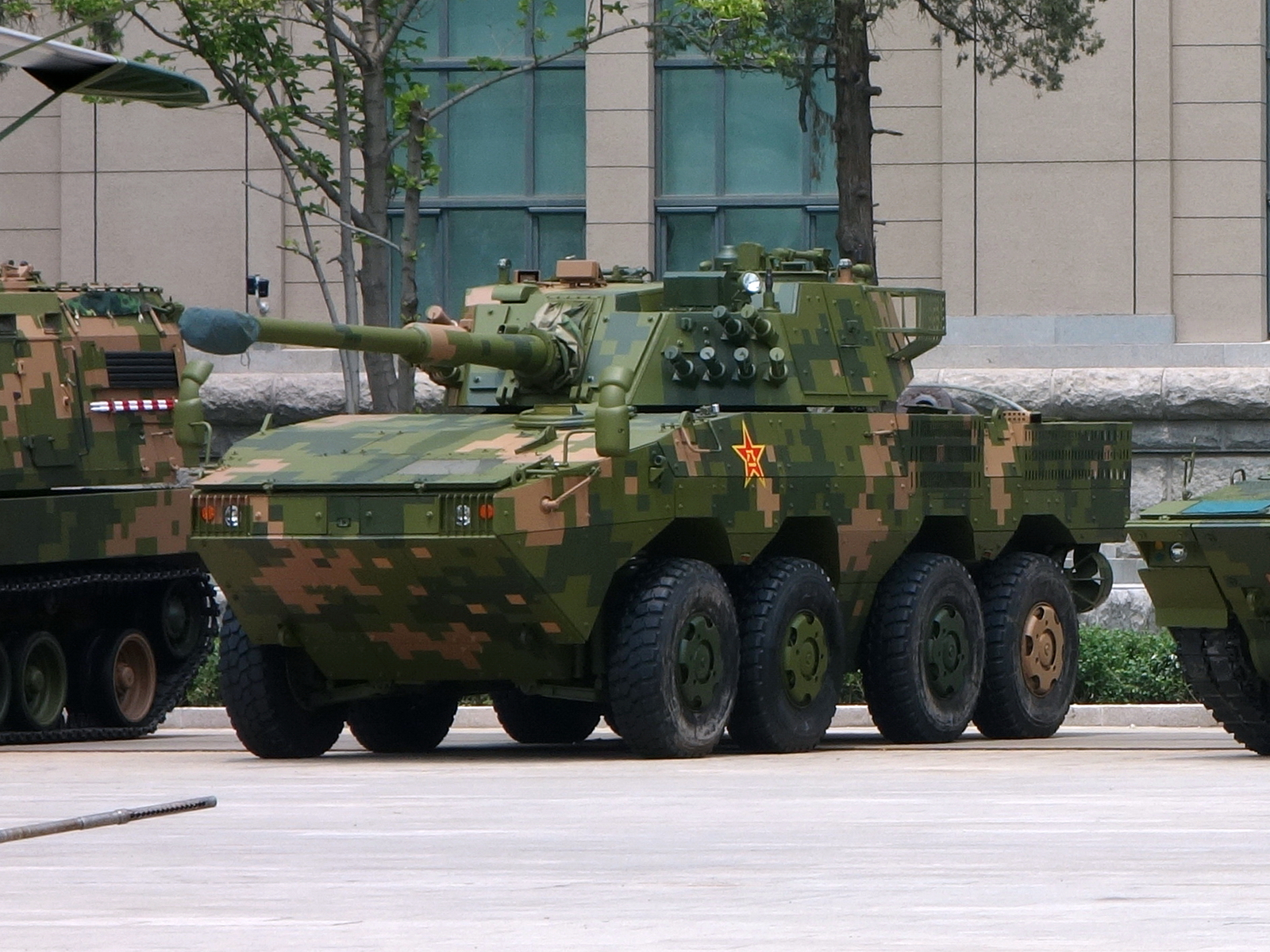
Штурмова машина ZLT-11
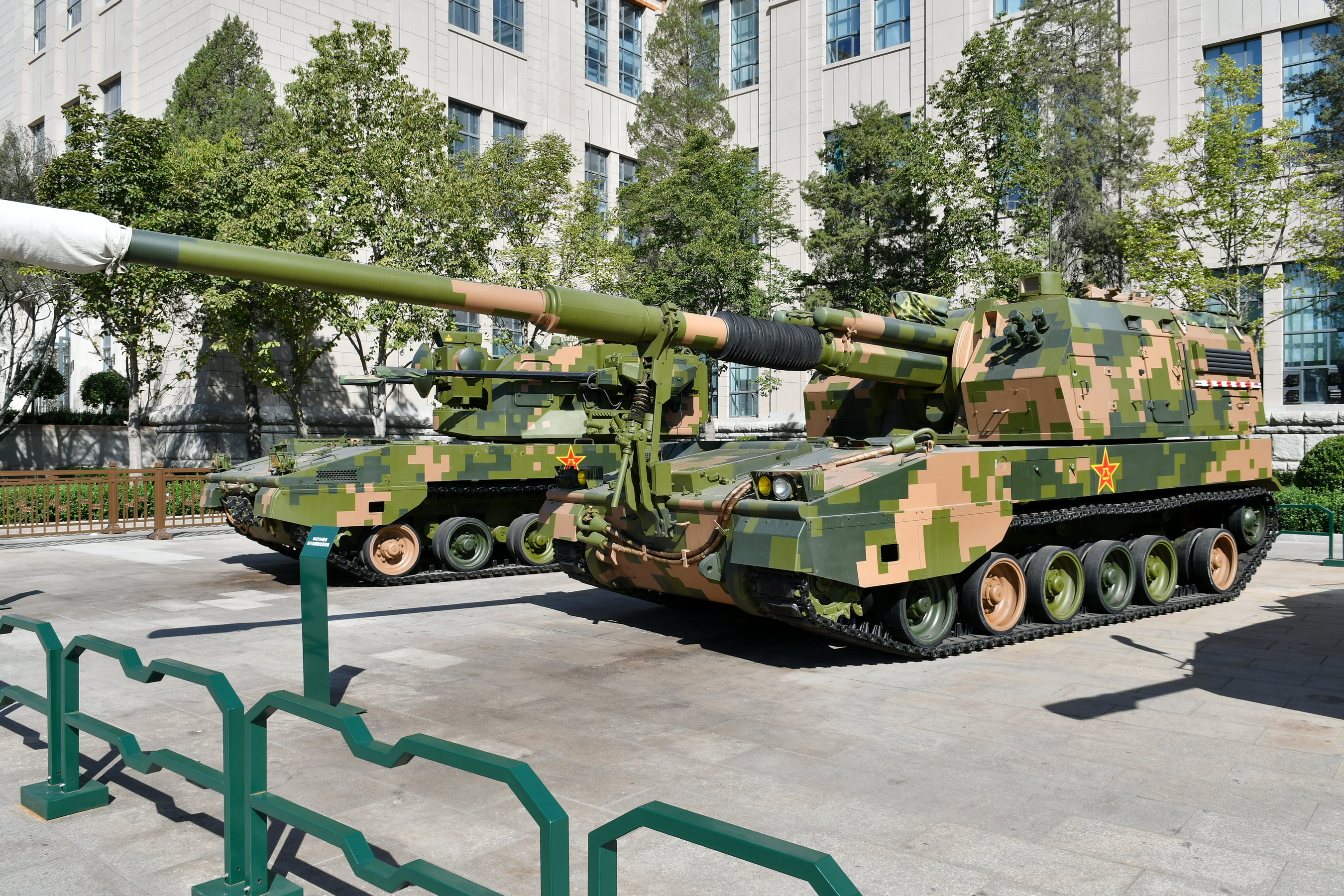
Самохідна гаубиця PLZ-05
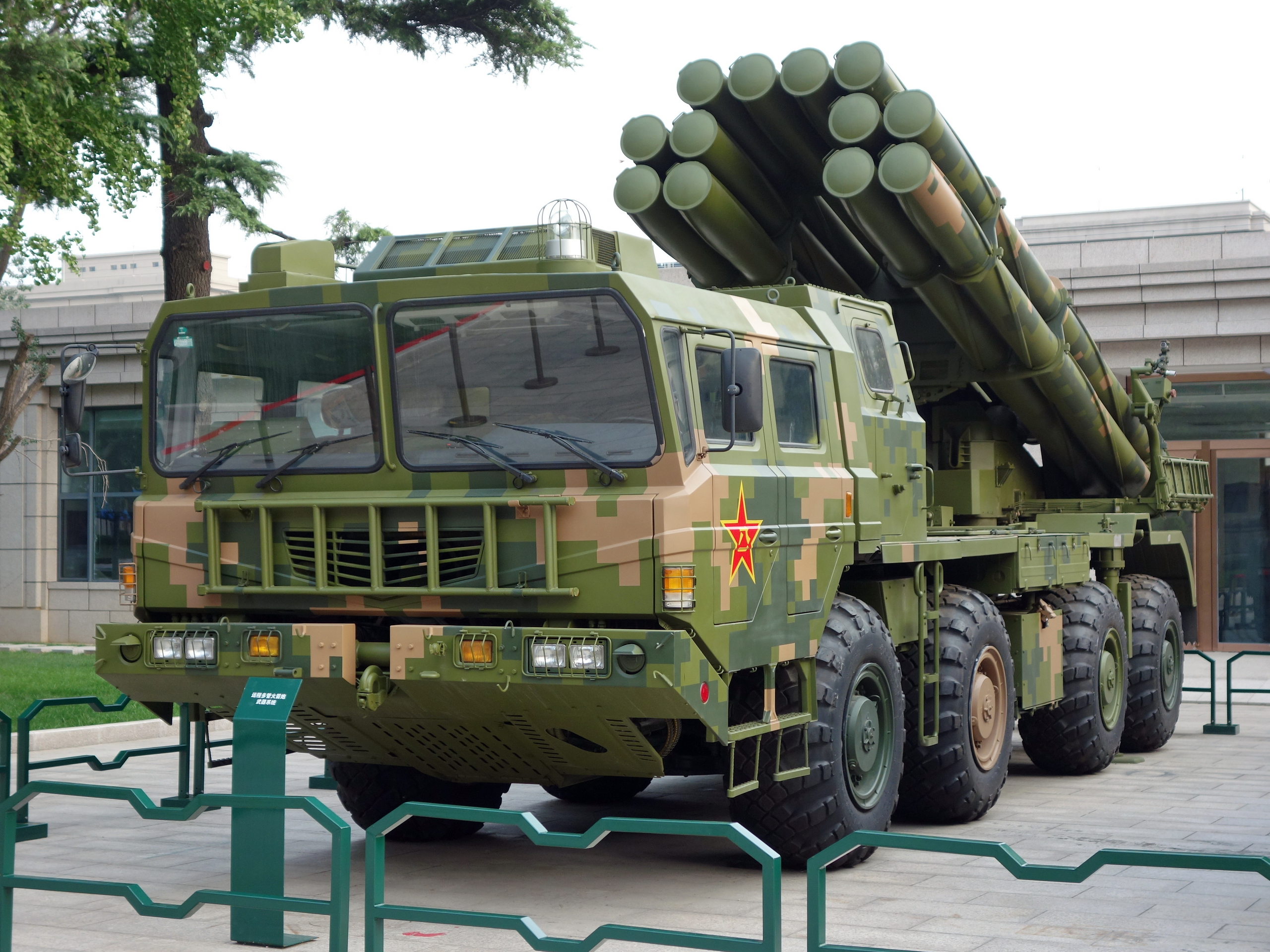
Реактивна система залпового вогню PHL-03[en]
Ударні вертольоти CAIC Z-10[en]
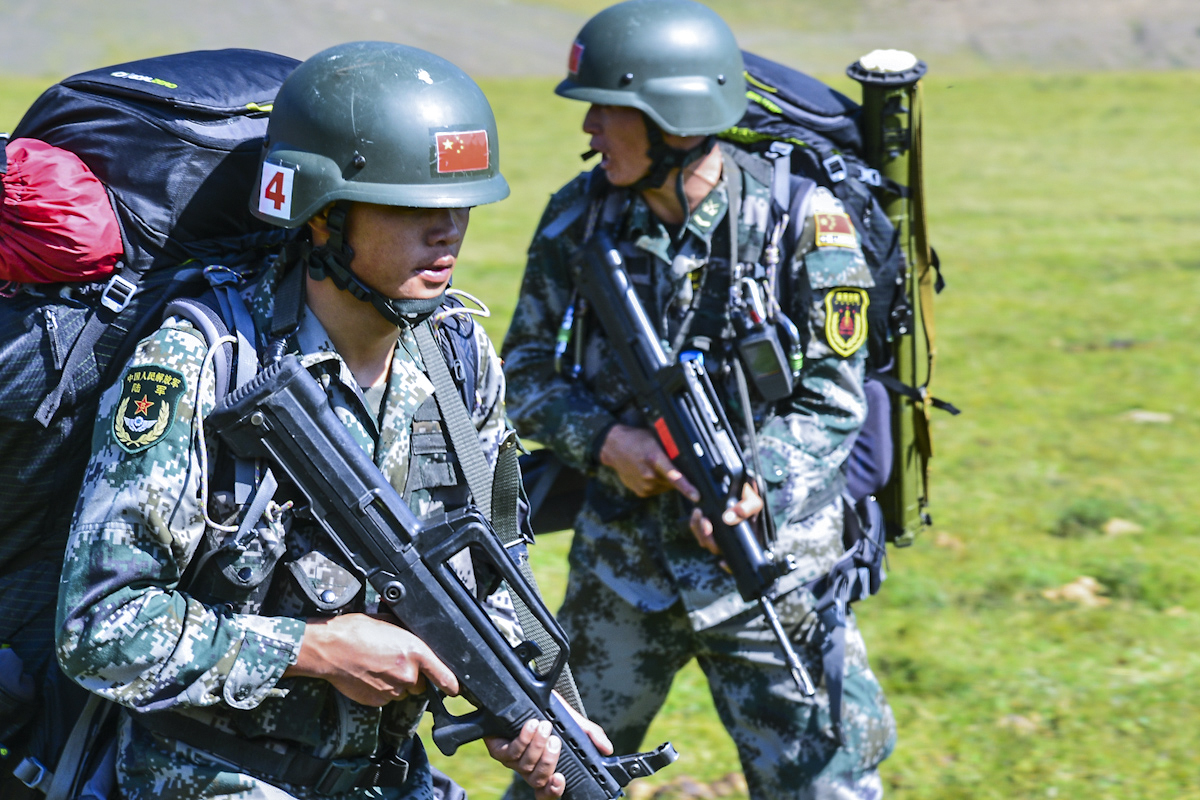
Піхотинці з QBZ-95
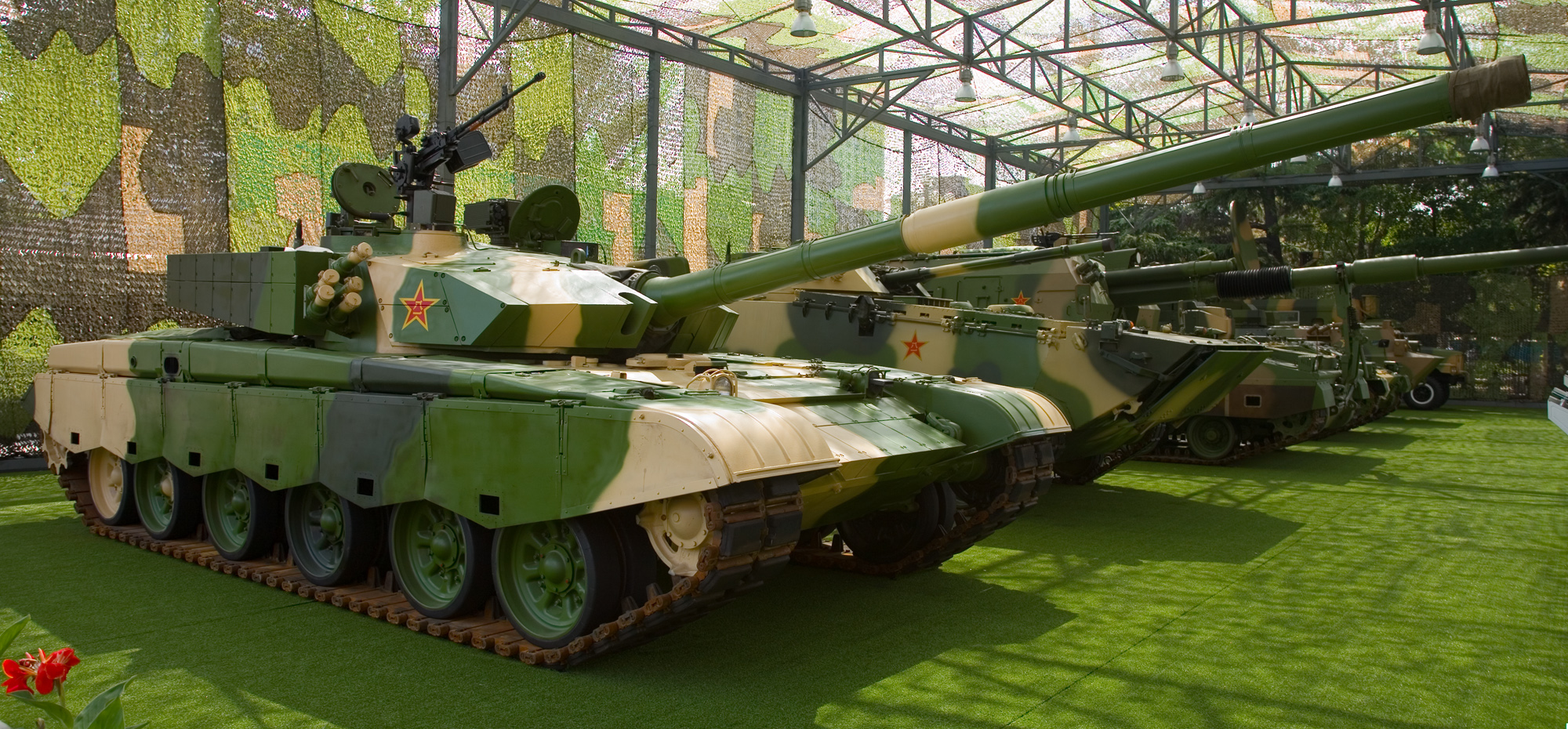
Танк Тип 99

## Відносини з іншими організаціями

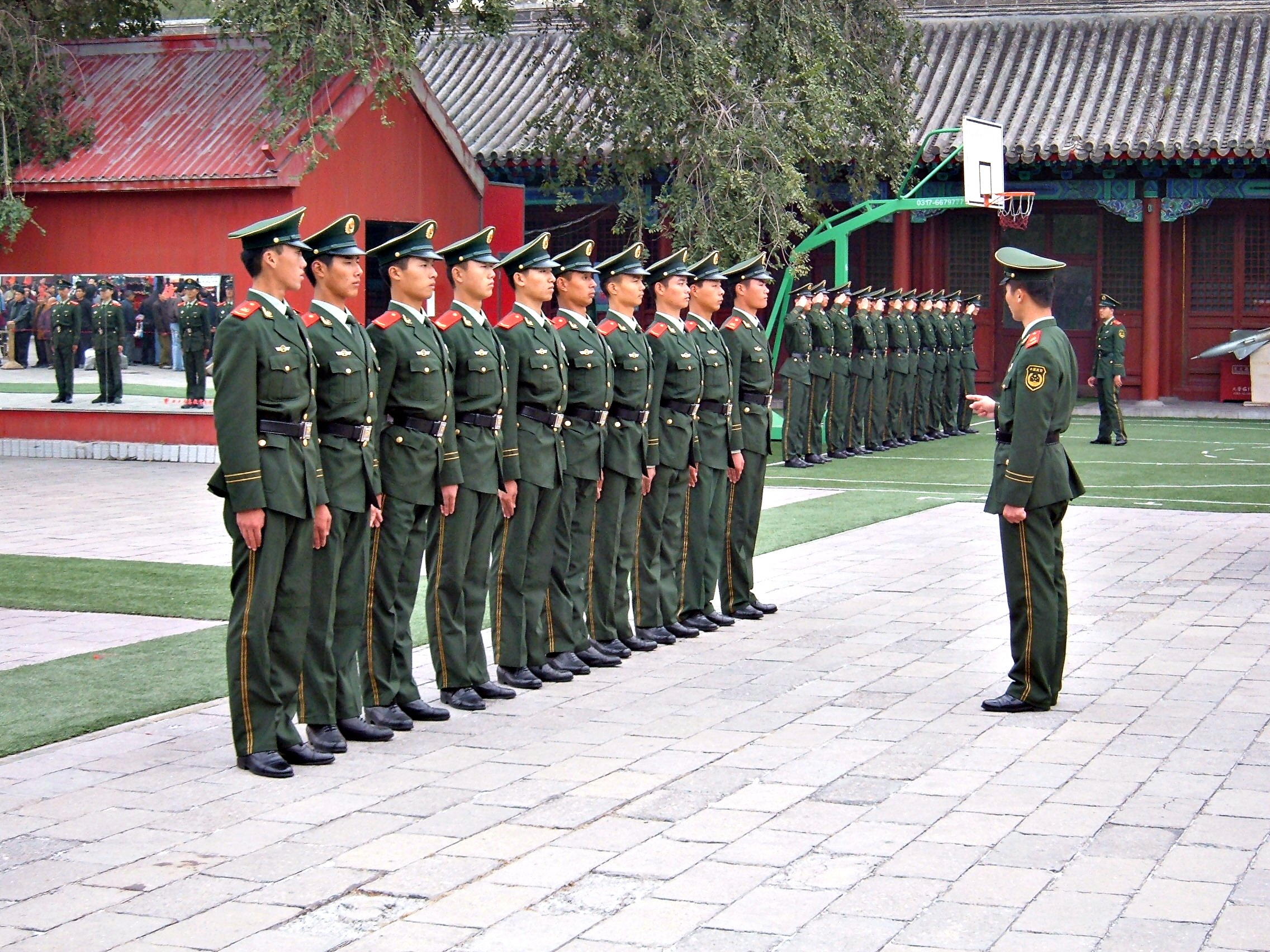
Війська

Сухопутні війська Народно-визвольної армії Китаю підтримують тісні стосунки з кількома воєнізованими організаціями в Китаї, насамперед з Народною збройною поліцією і ополченням (також відомою як Китайська міліція). Обидві ці воєнізовані організації діють як резервні сили для Сухопутних сил Китаю під час надзвичайних ситуацій, таких як війна чи стихійне лихо. Народна збройна поліція складається приблизно з 1,5 мільйона співробітників. Їхня головна місія в мирний час — внутрішня безпека та боротьба з тероризмом.
Ополчення — це масові сили, які займаються повсякденною роботою під керівництвом Комуністичної партії Китаю, і є частиною китайських збройних сил. Під командуванням військових органів воно виконує такі завдання, як підготовка до війни, виконання безпекових та оборонних операцій, а також допомога в підтримці соціального порядку та громадської безпеки. Ополчення налічує близько 3 мільйонів військовослужбовців.

### Цитування
1. ↑  India vs China: Indian Army and People's Liberation Army Ground Force (PLAGF) compared. Army Technology (англ.). Verdict Media Limited. 18 вересня 2020. Процитовано 19 лютого 2021.
2. ↑  Chinese army soldiers conduct first mission as peacekeepers in Mali 1612131 - Army Recognition. Armyrecognition.com (англ.). Архів оригіналу за 12 травня 2021. Процитовано 11 лютого 2014. [Архівовано 12 травня 2021 у Wayback Machine.]
3. ↑  陆军军史：中国解放军第三军. www.360doc.com (кит.). Архів оригіналу за 10 березня 2018. Процитовано 21 липня 2017. [Архівовано 10 березня 2018 у Wayback Machine.]
4. 1 2 3 4 5  Роберт Л. Ворден; Андреа Савада; Рональд Долан; Бібліотека Конгресу, Федеральний відділ досліджень (1988). China: A Country Study (англ.). с. 582—3. Процитовано 21 липня 2017.
5. 1 2 3  Бредлі А. Марвел (Вересень 2019). The Combined Arms Battalion and Combined Arms Brigade: The New Backbone of the Chinese Army. Red Diamond (англ.). 10 (3): 30. Процитовано 11 травня 2021.
6. 1 2  Chinese Ground Forces (англ.). SinoDefence.com. Архів оригіналу за 4 листопада 2013. Процитовано 12 лютого 2010.
7. 1 2 3 4 5 6 7 8 9  Штабквартира Департаменту армії США (9 серпня 2021). Chinese Tactics (PDF). Федерація американських вчених (англ.). Army Techniques Publication.
8. ↑  Кан Шірен (康世人) (2 квітня 2015). 解放軍地位高 農夫搶當兵(The soldiers of PLA are respected, peasants are scrambling to join the army (кит.). （臺灣）中央社(Central Agent (Taiwan)). Архів оригіналу за 3 лютого 2017.
9. ↑  Річард Л. Гарсія (Вересень 2019). China's Maritime Militia. Red Diamond (англ.). 10 (3): 11. Процитовано 13 травня 2021.
10. ↑  Вільям Р. Гітон (1980). Professional Military Education in China: A Visit to the Military Academy of the People's Liberation Army. The China Quarterly (англ.). 81 (122): 122—128. doi:10.1017/S0305741000012182. JSTOR 652806. S2CID 154531064.
11. 1 2 3 4 5  Бредлі А. Марвел (Вересень 2019). The Combined Arms Battalion and Combined Arms Brigade: The New Backbone of the Chinese Army. Red Diamond (англ.). 10 (3): 46. Процитовано 11 травня 2021.
12. 1 2 3  Джошуа Аростегі (2020). An Introduction to China's High-Mobility Combined Arms Battalion Concept (PDF). Армія США (англ.). Архів оригіналу (PDF) за 15 квітня 2021. Процитовано 20 серпня 2022.
13. 1 2 3  Мандіп Сінгх (23 вересня 2020). Learning from Russia: How China used Russian models and experiences to modernize the PLA. Mercator Institute for China Studies (англ.).
14. ↑  陆军调整转型方向之一的"合成营"练得如何了？. Guancha (кит.). Архів оригіналу за 12 травня 2021.
15. 1 2  军改-15：升级版合成营（下）. 94477 (кит.). Архів оригіналу за 12 травня 2021. [Архівовано 2021-05-12 у Wayback Machine.]
16. 1 2  军改-14 升级版合成营 (上). 94477 (кит.). Архів оригіналу за 11 травня 2021. [Архівовано 2021-05-11 у Wayback Machine.]
17. ↑  Бредлі А. Марвел (Вересень 2019). The Combined Arms Battalion and Combined Arms Brigade: The New Backbone of the Chinese Army. Red Diamond (англ.). 10 (3): 27. Процитовано 11 травня 2021.
18. 1 2  Chapter 8, PLA Ground Forces, by Dennis J Blasko, in The People's Liberation Army as Organisation, RAND, CF182 (англ.)
19. 1 2 3 4  Бредлі А. Марвел (Вересень 2019). The Combined Arms Battalion and Combined Arms Brigade: The New Backbone of the Chinese Army. Red Diamond (англ.). 10 (3): 41. Процитовано 11 травня 2021.
20. 1 2 3  Маркус Клей; Денніс Дж. Бласко (31 липня 2020). People Win Wars: The PLA enlisted force, and other related matters. War on the Rocks (англ.).
21. 1 2  Денніс Дж. Бласко (2011). The Four General Departments. The Chinese Army Today: Tradition and Transformation for the 21st Century (англ.) (вид. 2nd). Routledge. ISBN 978-0415783224. According to regulations, members of the PLA address each other: (1) by their duty position, or (2) by their position plus surname, or (3) by their position plus the title "comrade" (tongzhi). When the duty position of the other person is not known, one service member may address the other by military rank plus the word "comrade" or only as comrade.
22. ↑  全军和武警部队年底前将全面施行新的士官制度 (кит.). Міністерство національної оборони Китайської Народної Республіки. 13 липня 2009. Архів оригіналу за 15 серпня 2021.
23. 1 2  中国人民解放军现役士兵服役条例(Regulations on the Service of Active Soldiers of the Chinese People's Liberation Army) (кит.). Міністерство національної оборони Китайської Народної Республіки. 19 лютого 2016. Архів оригіналу за 17 листопада 2017. [Архівовано 2017-11-17 у Wayback Machine.]
24. ↑  Андрій Глуський (15 лютого 2020). Military Recruitment in the U.S., China, and Russia. globalpolicyinsights (англ.).
25. ↑  军改-8：最强防空堡垒之集团军防空旅. NetEase News (кит.). 29 квітня 2017. Архів оригіналу за 11 травня 2021. [Архівовано 2021-05-11 у Wayback Machine.]
26. ↑  中国版斯崔克旅，攻防兼备日行千里，初探陆军中型合成旅. Tencent News (кит.). 27 вересня 2020. Архів оригіналу за 12 травня 2021.
27. 1 2  Гордон Артур (29 квітня 2014). PLA Infantry Weapons: Small Arms of the World's Largest Army (англ.). Small Arms Defense Journal.
28. ↑  QBZ-95 family. Gun’s World (кит.).
29. ↑  Chinese Army man-portable HJ-12 antitank missile inducted in Tibet. Army Recognition (англ.). 26 липня 2021.
30. ↑  Габріель Домінгес; Амаель Котлярскі (26 липня 2021). Image suggests HJ-12 ATGW is in service with PLA's Tibet Military Command. Janes (англ.).
31. ↑  Cost of PLA infantry. eng.chinamil.com.cn (англ.). 2014. Архів оригіналу за 8 вересня 2019. [Архівовано 2019-09-08 у Wayback Machine.]
32. ↑  The Minuscule Cost of Equipping a Chinese Soldier — WSJ.com, 8 грудня 2014
33. ↑  Chinese peacekeeping force equipment questioned (англ.). Архів оригіналу за 25 лютого 2021. Процитовано 20 серпня 2022. [Архівовано 2021-02-25 у Wayback Machine.]
34. ↑  How much does PLA soldier's individual equipment cost?. www.iiss.com (англ.). China Military Online. 8 грудня 2014. Архів оригіналу за 4 березня 2016. Процитовано 18 січня 2015.
35. ↑  Chinese to procure body armor (англ.). [Архівовано 2022-01-25 у Wayback Machine.]
36. ↑  星空迷彩"有正式名称了，叫19式通用作战服. Tencent News (кит.). 12 липня 2020.
37. ↑  China: features of PLA latest combat camouflage uniforms. Army Recognition (англ.).
38. ↑  Пітер Вуд (Листопад 2019). China Introduces New Battle Rifle for the PLA. Operational Environment Watch (англ.). US: TRADOC.
39. ↑  World's Largest Army, Largest Army in the World (англ.). World's Largest Army, Largest Army in the World. Архів оригіналу за 17 жовтня 2008. Процитовано 7 листопада 2008.
40. 1 2 3 4 5 6 7 8 9 10 11 12 13 14 15 16 17 18  Міжнародний інститут стратегічних досліджень: The Military Balance 2022, p.256-57 (англ.)
41. ↑  Top legislature passes armed police law. China Daily. 27 серпня 2009.
42. ↑  Майкл Вайнс (27 серпня 2009). China Approves Law Governing Armed Police Force  (англ.). Нью-Йорк таймс.
43. ↑  The Components of the Armed Forces [Архівовано 9 серпня 2012 у Wayback Machine.], Офіційний вебсайт КНР (англ.)
44. ↑  China's Armed Forces, CSIS (Page 24) (PDF) (англ.). 25 липня 2006. Архів оригіналу (PDF) за 26 грудня 2018. Процитовано 20 серпня 2022. [Архівовано 2018-12-26 у Wayback Machine.]